# Paul Trépanier
Pour les articles homonymes, voir Trépanier.
Paul Trépanier (6 août 1939 à Rouyn-Noranda, Québec) est un ténor québécois. Il s’est fait connaître par la qualité de ses interprétations tant à l’opéra qu’à l’oratorio et au récital, alliant à la fois « autorité, richesse, sobriété stylistique, perfection de la prononciation, une juste exécution quant aux styles ».

## Biographie
Enfant, Paul Trépanier aime déjà chanter. Il commence sa formation à la manécanterie dirigée par le professeur Albert Beaulieu et par la suite, à la chorale paroissiale. Souvent invité comme soliste au poste de télévision locale, il est alors remarqué par un mécène, Gilles Tessier, qui l’encourage à poursuivre une carrière musicale.
En 1965, à Montréal, le réputé ténor Léopold Simoneau l’invite à se joindre à sa classe au Conservatoire de musique du Québec. Ces années de formation furent déterminantes. En plus de perfectionner son art avec un professeur reconnu comme l’un des meilleurs interprètes de Mozart, il travaille également le répertoire avec la pianiste Janine Lachance qui sera une fidèle accompagnatrice tout au long de sa carrière.
Boursier de la Royal Conservatory Opera School de Toronto de 1967 à 1969, Paul Trépanier chante Tamino dans La Flûte enchantée et Pelléas dans Pelléas et Mélisande.
Hermann Geiger-Torel, alors directeur du Canadian Opera Company, encourage le jeune ténor en lui octroyant plusieurs rôles dans divers opéras : entre autres, Élektra, Rigoletto (Borsa) et le rôle de Sir Georges-Étienne Cartier dans Louis Riel de Harry Somers. En 1970, il entreprend un séjour d’études en Allemagne où il perfectionne la langue et le répertoire.
À son retour, il chante la Missa Solemnis sous la direction de Pierre Dervaux, au Grand Théâtre de Québec et pour   la télévision de Radio-Canada, Gonzalve dans L'Heure espagnole de Ravel. Par la suite, il participe à  la création canadienne du Comte Ory avec l’Orchestre du Centre national des Arts à Ottawa.
En décembre 1974, le ténor Paul Trépanier chante au Carnegie Hall de New York dans l’Enfance du Christ de Berlioz. L’année suivante, il reprend le rôle de Sir Georges-Étienne Cartier dans Louis Riel, à Toronto puis au John F. Kennedy Center à Washington.
L’année 1974 voit aussi la fondation de l’Ensemble Cantabile de Montréal par le baryton Bruno Laplante. Le ténor Paul Trépanier fait partie du quatuor formé de Céline Dussault, soprano, Gabrielle Lavigne, mezzo-soprano, Bruno Laplante, baryton et est accompagné par la pianiste Janine Lachance. L’Ensemble donne un concert inaugural le 11 août 1974 au Centre d'arts Orford. Par la suite, le quatuor se produit en tournée sur plusieurs scènes tant au Québec qu’en France et présente un répertoire de mélodies, d’opéras comiques,  opéras bouffes, opérettes. Durant cette période, Paul Trépanier est également soliste avec les plus grands orchestres canadiens. En 1978, son interprétation du Messie de Händel avec l’Orchestre symphonique de Montréal, sous la direction de Sarah Caldwell, lui vaudra d’élogieuses critiques : « …..un style évocateur du Simoneau des grands soirs. »
Dans les années 1980, Paul Trépanier chante dans de nombreuses productions de l’Opéra de Montréal : Ferrando dans Cosi fan tutte en 1981; Arturo dans Lucia di Lammermoor en 1982; Guillot de Morfontaine dans Manon et Jaquino dans Fidelio en 1983; Pong dans Turandot et le Premier juif dans Salomé en 1984; Melot dans Tristan et Isolde en 1986. En 1988, il interprète l’Innocent dans l’opéra Boris Godounov au Festival international de Lanaudière.
Avec les Grands Ballets canadiens, le ténor Paul Trépanier chante Carmina Burana, Catulli Carmina, le Triomphe d’Aphrodite de Carl Orff ainsi que les Noces de Stravinsky sous la direction du chef d’orchestre Vladimir Jelinek.
Pendant 25 années consécutives, fidèle à  la tradition de Noël, Paul Trépanier interprétera le « Minuit, chrétiens » à  l’Oratoire St-Joseph à  Montréal, accompagné du réputé organiste et compositeur Raymond Daveluy.
Tout au cours de sa carrière, il a aussi participé à  de nombreuses émissions musicales tant à  la radio qu’à  la télévision de la Société Radio-Canada. Il a aussi à  son actif une discographie éclectique qui rappelle ses nombreuses interprétations.

## Discographie
- 1976 : "Ensemble Cantabile de Montréal" avec Céline Dussault, Paule Verschelden et Bruno Laplante, Radio-Canada (RCI-446)
- 1977 : "Mélodies" de Zygmunt Stojowski, J.-P. Jeannotte, P. Vellones, M.Dela avec Janine Lachance au piano, Radio-Canada (RCI-470)
- 1984 : "Noël avec l’Ensemble vocal Polymnie", Société nouvelle d’enregistrement (SNE 520)
- 1985 : "Plaisirs d’amour", avec le Théâtre d’art lyrique de Laval - Harmonisation et orchestration par Gilbert Patenaude (Tall-1)
- 1988 : "Les Sept Paroles du Christ" de Théodore Dubois, Société nouvelle d'enregistrement (SNE-504-C)
- 1997 : "Noëls populaires du Canada français", avec les Petits chanteurs du Mont-Royal et l’Ensemble vocal Polymnie, Société Nouvelle d’Enregistrement (SNE-640)
- 2002 : "25 Minuits, Chrétiens! 25 décembre", XXI-21 Productions Inc.(XXI-CD 2 1444)
- 2004 : "Paul Trépanier - PORTRAIT", Extraits d’oratorios, d’opéras et mélodies, XXI-21 Productions Inc. (XXI-CD 2 1448)